# Wervicq-Sud
Wervicq-Sud település Franciaországban, Nord megyében. Lakosainak száma 5446 fő (2022. január 1.). Wervicq-Sud Wervik, Bousbecque, Comines és Linselles községekkel határos.

## Népesség
A település népessége az elmúlt években az alábbi módon változott:
| Lakosok száma | 4870 | 5141 | 5414 | 5461 | 5413 | 5384 | 5353 | 5322 | 5299 | 5446 |
|               | 2011 | 2013 | 2015 | 2016 | 2017 | 2018 | 2019 | 2020 | 2021 | 2022 |